# Tanzánia vasúti közlekedése
Tanzánia vasúthálózata 3689 km hosszú, melyből 1067 mm-es nyomtávolsággal 969 km, 1000 mm-es nyomtávolsággal pedig 2720 km épült meg. Az országban két nagyobb vasúttársaság működik: a Tanzania Railways Limited és a TAZARA Railways. Villamosított vasútvonal nincs az országban.
A Tanzania Railways Limited köti össze Dar es Salaamot Tanzánia középső és északi részével. A TAZARA biztosítja a vasúti kapcsolatot Dar es Salaam és Kapiri Mposhi között (rézbányászati terület Zambiában).
A vasúti közlekedés lassú; gyakori, hogy egyes járatokat törölnek, vagy azok jelentős késéssel közlekednek. A vasút műszaki biztonsága alacsony színvonalú, gyakoriak a balesetek.

## Vasúti kapcsolata más országokkal
- Burundi - nincs - tervezés alatt egy 1435 mm-es kapcsolat
- Kongói Demokratikus Köztársaság - volt egy vasúti komp Kigoma és Kalemie között, de 2007 óta nem üzemel - nincs, eltérő nyomtávolság: 1000 mm / 1067 mm
- Kenya - igen - azonos nyomtávolság: 1000 mm, de a kapcsolat Moshi és Voi között néhány éve nem üzemel.
- Malawi - nincs, eltérő nyomtávolság: 1000 mm / 1067 mm
- Mozambik - nincs, eltérő nyomtávolság: 1000 mm / 1067 mm
- Ruanda - nincs - tervezés alatt egy 1435 mm-es kapcsolat[2]
- Uganda - igen - azonos nyomtávolság - vasúti komppal Mwanza-ból Port Bellbe vagy Jinjába.
- Zambia - igen - 1067 mm